# Bob Hartley
Robert "Bob" Hartley, född 7 september 1960, är en kanadensisk ishockeycoach som är kontrakterad som coach till den kanadensiska ishockeyorganisationen Calgary Flames i NHL sedan 31 maj 2012 när han efterträdde den sparkade Brent Sutter.
Hans karriär i NHL startades till säsong 1998–1999 när han tog över Colorado Avalanche och de drygt kommande fyra åren så vann Avalanche och Hartley fyra raka divisionstitlar, en conferencetitel och en Stanley Cup–titel och coachade stora spelare som Peter Forsberg, Joe Sakic, Patrick Roy, Ray Bourque, Rob Blake och Theoren Fleury. Under säsongen 2002–2003 så gick det tyngre och i december 2002 fick han sparken. I januari 2003 fick han coachjobbet i Atlanta Thrashers, där höjdpunkten var att vinna Southeast Division för säsong 2006–2007. Det äventyret tog slut den 17 oktober 2007 när han fick sparken på grund av för dåliga resultat i inledningen av säsong 2007–2008. Han höll sig undan coachjobbet fram till 14 mars 2011 när han skrev på ett två-års kontrakt med den schweiziska klubben ZSC Lions för att ersätta svensken Bengt-Åke Gustafsson. Där blev det jackpot på nästan direkten och laget blev mästare för säsong 2011-2012 i NLA. Under majmånad av 2012 blev han erbjuden att ta över coachjobbet i Calgary Flames, ett erbjudande han inte kunde tacka nej till. Hartley utnyttjade en NHL-klausul i sitt kontrakt med schweizarna och skrev på för Flames.